# Бакша (Казахстан)
Бакша́ (каз. Бақша) — станційне селище у складі Коксуського району Жетисуської області Казахстану. Входить до складу Мусабецького сільського округу.
У радянські часи року селище називалось Бахша.
Населення — 29 осіб (2021; 35 у 2009, 47 у 1999).